# 和田あき子
和田 あき子（わだ あきこ、1938年 - ）は、日本のロシア文学者。藤沢周平の研究も行っている。岐阜県出身。早稲田大学大学院文学研究科博士課程退学。夫は和田春樹東京大学名誉教授。

## 著書

### 単著
- 和田あき子『藤沢周平の世界へようこそ』川崎市生涯学習振興事業団かわさき市民アカデミー出版部〈かわさき市民アカデミー講座ブックレット〉、2002年。ISBN 978-4916092496。

### 共著
- 和田春樹、和田あき子『血の日曜日——ロシア革命の発端』中央公論社〈中公新書〉、1970年。ISBN 978-4121002198。
- 正垣親一、菊地昌典、和田あき子『地下ロシアの声——ソ連反対派知識人運動ドキュメント』柘植書房、1974年。ASIN B000J9MZL4。
- 佐藤幸男、和田あき子『チェルノブイリから何を学んだか』岩波書店〈岩波ブックレット〉、1996年。ISBN 9784000033350。

### 訳書
- アレクサンドル・チャヤーノフ『農民ユートピア国旅行記』（和田春樹と共訳。晶文社、1984年）ISBN 4794946406
- バーグマン『ヴェーラ・ザスーリチ　―ロシア女性革命家の生涯』（三嶺書房、1987年）ISBN 4914906511
- アンナ・ラーリナ『夫ブハーリンの想い出』（岩波書店、1990年）ISBN 4000002449 ISBN 4000002457
- アラ・ヤロシンスカヤ『チェルノブイリ極秘　―隠された事故報告』（平凡社、1994年）ISBN 4582740111

| スタブアイコン | サブスタブ | この項目は、まだ閲覧者の調べものの参照としては役立たない、文人（小説家・詩人・歌人・俳人・作詞家・作家・放送作家・随筆家（コラムニスト）・文芸評論家）に関連した書きかけの項目です。この項目を加筆・訂正などしてくださる協力者を求めています（P:文学/PJ:作家）。 |